# Хеймер, Бен
Бенджамин Джон Хеймер (англ. Benjamin John Hamer ; род. 20 ноября 1987, Чард, Сомерсет) — английский футболист, вратарь клуба «Шеффилд Уэнсдей».

## Карьера игрока
Хеймер — воспитанник академии «Рединга», в системе которого находился в 2004—2011 годах, но так и не сыграл ни одного матча в чемпионате за клуб. Во время выступления за «Рединг» отправлялся в аренды в такие клубы, как «Кроли Таун», «Брентфорд», в составе которого стал победителем второй лиги Англии, и «Эксетер Сити».
Летом 2011 года перешёл в «Чарльтон Атлетик», за который выступал в 2011—2014 годах. Всего за «Чарльтон Атлетик» Хеймер отыграл 114 матчей в различных лигах Англии, помог клубу выиграть первую лигу Англии и выйти в Чемпионшип.
Летом 2014 года перешёл в «Лестер Сити». 13 сентября того же года в матче против «Сток Сити» дебютировал в чемпионате Англии. Всего в сезоне 2014/15 провёл 8 матчей в Английской Премьер-лиге. В июле 2015 года был отправлен в аренду в «Ноттингем Форест», но из-за финансовых проблем клуба был отозван и отправлен в аренду в «Бристоль Сити».

## Достижения
«Брентфорд»
- Победитель второй лиги Англии: 2008/09

«Чарльтон Атлетик»
- Победитель первой лиги Англии: 2011/12